# Mingle
Mingle ist eine Wortneuschöpfung aus den 2000er-Jahren. Es handelt sich um eine Kombination aus den englischen Wörtern „mixed“ und „Single“ und bedeutet, dass man „offiziell“ Single ist, aber gleichzeitig temporär einen beziehungsähnlichen Zustand hat. Im Englischen nicht in dieser Bedeutung gebräuchlich, dort steht to mingle für vermischen.

## Beschreibung
Die Wortschöpfung wird dem Trendforscher Peter Wippermann zugeschrieben. Das Mingle-Dasein ist laut Publikumspresse geprägt von Unverbindlichkeit, nicht zu viel Nähe und von einer Freiheit, die nicht aufgegeben werden möchte; gepaart mit Momenten der Zweisamkeit, die sich nicht stark von denen eines „normalen“ Paares unterscheiden: man trifft sich, unterhält sich, man unternimmt gemeinsam etwas, geht zusammen aus und schläft miteinander.
Als Grund für diese Unverbindlichkeit wurde die Angst vermutet, andere (womöglich bessere) Möglichkeiten zu verpassen, wenn man sich zu einem Menschen bekennt.